# Tour de Sagone
La Tour de Sagone (en corse : Torra di Sagone) est une tour génoise en ruines située dans la commune de Vico, dans le département français de la Corse-du-Sud. Cette tour de guet littorale est située à l'ouest de l'anse ou baie de Sagone. Elle est en bon état de conservation.

## Histoire
La tour génoise de Sagone a été construite au début du XVIIe siècle, à la même époque que les tours d'Omigna, Orchino, Cargèse et Capo Rosso. 
Le 21 avril 1763, la tour de Sagone qui domine Scala di Savona (port de Sagone), gardée par les Génois pour protéger le transport des bois de la forêt d'Aitone, est attaquée par les Corses. Après un premier échec, leur entreprise est couronnée de succès quelques jours après.
Le 1er mai 1811, une escadre anglaise attaque les trois navires français embossés au fond de la baie de Sagone. De l'artillerie est installée sur la plate-forme supérieure de la tour et une batterie construite à son pied. Après moins de deux heures de combat, les salves anglaises ont raison de la résistance française. La tour n'a pas subi de dégâts lors de cette bataille.

## Protection
La tour de Sagone est inscrite monument historique par arrêté du 19 avril 1974.